# Zelenike
Zelenike (en serbe cyrillique : Зеленике) est un village de Bosnie-Herzégovine. Il est situé dans la municipalité de Derventa et dans la république serbe de Bosnie. Selon les premiers résultats du recensement bosnien de 2013, il compte 60 habitants.

## Démographie

### Répartition de la population par nationalités (1991)
En 1991, le village comptait 436 habitants, répartis de la manière suivante, :

### Communauté locale
En 1991, la communauté locale de Zelenike comptait 2 352 habitants, répartis de la manière suivante :